# Leichtathletik-Weltmeisterschaften 2017/Teilnehmer (Amerikanische Jungferninseln)
| Gelbes Symbol für Goldmedaillen mit stilisierten Olympischen Ringen | Graues Symbol für Silbermedaillen mit stilisierten Olympischen Ringen | Braundes Symbol für Bronzemedaillen mit stilisierten Olympischen Ringen |
| ------------------------------------------------------------------- | --------------------------------------------------------------------- | ----------------------------------------------------------------------- |
| —                                                                   | —                                                                     | —                                                                       |

Von den Amerikanischen Jungferninseln wurde ein Athlet für die Leichtathletik-Weltmeisterschaften 2017 in London nominiert.

## Ergebnisse

### Männer

#### Laufdisziplinen
| Athlet       | Disziplin    | Vorlauf    | Vorlauf | Halbfinale | Halbfinale | Finale             | Finale             |
| Athlet       | Disziplin    | Zeit       | Platz   | Zeit       | Platz      | Zeit               | Platz              |
| ------------ | ------------ | ---------- | ------- | ---------- | ---------- | ------------------ | ------------------ |
| Eddie Lovett | 110 m Hürden | 13,41 s SB | 12      | 13,67 s    | 18         | nicht qualifiziert | nicht qualifiziert |